# Carthage (Missouri)
Carthage és una població dels Estats Units a l'estat de Missouri. Segons el cens del 2000 tenia 12.668 habitants.

## Demografia
Segons el cens del 2000, Carthage tenia 12.668 habitants, 4.813 habitatges, i 3.157 famílies. La densitat de població era de 512,7 habitants per km².
Dels 4.813 habitatges en un 30,9% hi vivien nens de menys de 18 anys, en un 49,5% hi vivien parelles casades, en un 11,9% dones solteres, i en un 34,4% no eren unitats familiars. En el 30% dels habitatges hi vivien persones soles el 16,4% de les quals corresponia a persones de 65 anys o més que vivien soles. El nombre mitjà de persones vivint en cada habitatge era de 2,49 i el nombre mitjà de persones que vivien en cada família era de 3,04.
Per edats la població es repartia de la següent manera: un 25,4% tenia menys de 18 anys, un 10,9% entre 18 i 24, un 27,4% entre 25 i 44, un 18,6% de 45 a 60 i un 17,6% 65 anys o més.
L'edat mediana era de 35 anys. Per cada 100 dones de 18 o més anys hi havia 89,7 homes.
La renda mediana per habitatge era de 28.557 $ i la renda mediana per família de 33.927 $. Els homes tenien una renda mediana de 26.315 $ mentre que les dones 19.442 $. La renda per capita de la població era de 15.281 $. Entorn del 12,7% de les famílies i el 19,2% de la població estaven per davall del llindar de pobresa.

## Poblacions més a prop
El següent diagrama mostra les poblacions més a prop.